# Patrimoni dell'umanità di Panama
I patrimoni dell'umanità di Panama sono i siti dichiarati dall'UNESCO come patrimonio dell'umanità a Panama, che è divenuta parte contraente della Convenzione sul patrimonio dell'umanità il 3 marzo 1978.
Al 2025 i siti iscritti nella Lista dei patrimoni dell'umanità sono sei, mentre una è la candidatura per una nuova iscrizione. Il primo sito iscritto nella lista nel 1980, durante la quarta sessione del comitato del patrimonio mondiale, è costituito dalle Fortificazioni della costa caraibica di Panama: Portobelo-San Lorenzo. Il secondo patrimonio è stato il parco nazionale del Darién, aggiunto nel 1981. Due anni dopo, nella ventitreesima sessione, le Riserve della Cordigliera di Talamanca-La Amistad/Parco nazionale La Amistad sono divenute il terzo sito panamense riconosciuto dall'UNESCO. La quarta aggiunta è costituita dal sito archeologico di Panamá Viejo e quartiere storico di Panama, iscritti durante la ventunesima sessione del comitato nel 1997. Il quinto patrimonio comprende il parco nazionale di Coiba e la sua zona speciale di protezione marina, inclusi nella lista nel 2005 dalla ventinovesima sessione del comitato. Nel 2025 la quarantasettesima sessione del comitato ha riconosciuto il più recente sito panamense: la strada coloniale transistmica di Panama. Tre siti sono considerati culturali, secondo i criteri di selezione, tre naturali; uno è parte di un sito transnazionale. Un sito, le Fortificazioni della costa caraibica di Panama: Portobelo-San Lorenzo, è stato iscritto nella Lista dei patrimoni dell'umanità in pericolo dalla XXXVI sessione del Comitato per il patrimonio dell'umanità, il 27 giugno 2012, a causa di fattori ambientali, mancanza di manutenzione e sviluppi urbani senza regole.

## Siti del Patrimonio mondiale
| Foto | Sito                                                                         | Luogo                                                                               | Tipo                             | Anno      | Descrizione |
| ---- | ---------------------------------------------------------------------------- | ----------------------------------------------------------------------------------- | -------------------------------- | --------- | --- |
|      | Fortificazioni della costa caraibica di Panama: Portobelo-San Lorenzo        | Nuevo Chagres, Portobelo                                                            | Culturale (135; i, iv)           | 1980      | Magnifici esempi di architettura militare del XVII e XVIII secolo, questi forti panamensi sulla costa caraibica fanno parte del sistema di difesa costruito dalla Corona spagnola per proteggere il commercio transatlantico. |
|      | Parco nazionale del Darién                                                   | Provincia di Darién                                                                 | Naturale (159; vii, ix, x)       | 1981      | Formando un ponte tra i due continenti del Nuovo Mondo, il Parco nazionale del Darién contiene un'eccezionale varietà di habitat: spiagge sabbiose, coste rocciose, mangrovie, paludi e foreste tropicali di pianura e di montagna che ospitano una straordinaria fauna selvatica. Nel parco vivono due tribù indiane. |
|      | Riserve della Cordigliera di Talamanca-La Amistad/Parco nazionale La Amistad | Provincia di Bocas del Toro, Provincia di Chiriquí (condiviso con la Costa Rica)    | Naturale (205; vii, viii, ix, x) | 1983-1990 | La posizione di questo sito unico in America centrale, dove i ghiacciai quaternari hanno lasciato il segno, ha permesso l'incrocio tra la fauna e la flora del Nord e del Sud America. Le foreste pluviali tropicali coprono la maggior parte dell'area. Quattro diverse tribù indiane abitano questo territorio, che beneficia di una stretta collaborazione tra Costa Rica e Panama. |
|      | Sito archeologico di Panamá Viejo e quartiere storico di Panama              | Panama                                                                              | Culturale (790; ii, iv, vi)      | 1997-2003 | Fondata nel 1519 dal conquistatore Pedrarías Dávila, Panamá Viejo è il più antico insediamento europeo sulla costa americana del Pacifico. Si sviluppa su una griglia rettilinea e segna il trasferimento dall'Europa dell'idea di città pianificata. Abbandonata a metà del XVII secolo, è stata sostituita da una "città nuova" (il "quartiere storico"), che ha conservato anche il suo piano stradale originale, la sua architettura e un'insolita miscela di stili spagnolo, francese e primo americano. Il Salón Bolívar fu la sede del tentativo fallito di El Libertador nel 1826 di istituire un congresso continentale multinazionale.                                                            |
|      | Parco nazionale di Coiba e la sua zona speciale di protezione marina         | Distretto di Las Palmas, Distretto di Montijo, Distretto di Soná, Distretto di Tolé | Naturale (1138; ix, x)           | 2005      | Il Parco nazionale di Coiba protegge l'isola di Coiba, 38 isole minori e le aree marine circostanti all'interno del Golfo di Chiriquí. Protetta dai venti freddi e dagli effetti di El Niño, la foresta tropicale umida di Coiba mantiene livelli eccezionalmente elevati di endemismo di mammiferi, uccelli e piante a causa della continua evoluzione di nuove specie. È anche l'ultimo rifugio per un certo numero di animali minacciati come l'aquila crestata. Il sito è un eccezionale laboratorio naturale per la ricerca scientifica e fornisce un collegamento ecologico fondamentale con il Pacifico tropicale orientale per il transito e la sopravvivenza di pesci pelagici e mammiferi marini. |
|      | Strada coloniale transistmica di Panama                                      | Provincia di Colón, Provincia di Panama                                             | Culturale (1582; ii, vi)         | 2025      | A partire dal XVI secolo l'istmo di Panama divenne una risorsa strategica globale, facilitando il trasporto di merci e persone tra la Penisola iberica e le colonie del Regno di Spagna in America, l'arcipelago delle Filippine e le Isole Canarie. Il patrimonio seriale testimonia l'attraversamento dell'istmo, includendo insediamenti fortificati strategici, città storiche, siti archeologici e strade utilizzate per collegare il Mar dei Caraibi e l'Oceano Pacifico fino alla metà del XVIII secolo. |

## Siti candidati
| Foto | Sito                                                     | Luogo  | Tipo                     | Anno       | Descrizione |
| ---- | -------------------------------------------------------- | ------ | ------------------------ | ---------- | --- |
|      | Sito archeologico e centro storico della città di Panama | Panama | Culturale (5970; ii, iv) | 19/01/2015 | Il sito seriale ha due componenti: il sito archeologico di Panamá Viejo e il centro storico della città di Panama. Ogni componente rappresenta una fase diversa nello sviluppo della città: questa situazione è in sé stessa straordinaria. Panama come città il cui centro di potere è stato trasferito per continuare le sue funzioni strategiche nell'istmo centroamericano, dopo un attacco pirata, è un caso unico in America Latina. |